# 万沢遼
万沢 遼（まんざわ とおし、1904年10月13日 - 1993年8月11日）は、日本の文学者、翻訳家。
北海道出身。1927年東京帝国大学文学部美学美術史学科卒、獨協学園高等学校教諭、獨協大学教授。1975年定年、名誉教授。ドイツ語、英語などの翻訳を行った。

## 著書
- 『偉大な一生 西洋』斎藤博之絵 筑摩書房 小学生全集 1953
- 『偉大な一生 日本』斎藤博之絵 筑摩書房 小学生全集 1954

### 翻訳
- 『チビムクの話 ハーフ童話集』京屋出版社 少年世界文学選 1948
- シェーラア・ロートン, ジュールズ・アーチャー『十代の性』河出新書 1953
- モルナール『パール街の少年たち』筑摩書房 中学生全集 1953
- ハーバート・リード『自由について』大内義一共訳 河出新書 1955
- デーヴィッド・ロース『女性の秘密 結婚の相談』河出新書 1955
- バートランド・ラッセル『愛と性の位置』大内義一共訳 河出新書 1956
- ラヨシュ・ジラヒ『怒りの天使』大内義一共訳 河出書房 1957
- モーレー・バーンスティン『第二の記憶 前世を語る女ブライディ・マーフィ』光文社 1959
- アーダベルト・ディックフート『子どものための10分間体操』ベースボール・マガジン社 スポーツ・ライブラリー 1961
- ハインリヒ・モイゼル『からだをつくる遊び』ベースボール・マガジン社 スポーツ・ライブラリー　1962
- ルードルフ・ボーデ『リズム体操 運動課題300を含む』ベースボール・マガジン社 1962